# Матвейков, Иван Сергеевич
Матвейков Иван Сергеевич (10 июня 1921, хутор Русаловский Кошехабльского района Краснодарского края — 12 февраля 1999, г. Москва) — советский военачальник, генерал-лейтенант технических войск, заслуженный строитель РСФСР, почётный железнодорожник, чл. КПСС с 1954.
В советской армии с 1941. Окончил 3 курса Института инженеров железнодорожного транспорта в г. Днепропетровске в 1941, Военно-транспортную академию» в г. Ленинграде в 1952. За годы службы в рядах советской армии прошел путь от рядового до генерал-лейтенанта, заместителя начальника железнодорожных войск советских вооружённых сил.
Военную службу начал рядовым на Юго-Западном фронте. В годы Великой Отечественной войны принимал участие в боях с немецко-фашистскими захватчиками и войсками империалистической Японии в составе Юго-Западного, Сталинградского, Третьего Украинского, Четвёртого Украинского и Первого Дальневосточного фронтов. Войну закончил в звании капитана.
В послевоенный период принимал участие в строительстве стратегических железнодорожных линий, специальных сооружений на территории СССР и Монголии. Командовал батальоном, бригадой, корпусом. Занимал посты начальника штаба железнодорожных войск, заместителя начальника железнодорожных войск. С 1981 года заместитель начальника Главтоннельметростроя Министерства транспортного строительства СССР.
Похоронен в Москве на Троекуровском кладбище.

## Награды
- Орден Ленина.
- Орден Отечественной войны 1-й степени.
- Орден Красной Звезды.
- Орден Трудового Красного Знамени.
- Орден «За службу Родине в Вооружённых Силах СССР».

- Награждён медалями СССР, Болгарии, Монгольской Народной Республики, Польши.

Ссылки:
http://statehistory.ru/books/ZHeleznodorozhnye-voyska-Rossii/116